# Robert De Niro (pittore)
Robert Henry De Niro, più conosciuto come Robert De Niro Sr. (Syracuse, 3 maggio 1922 – New York, 3 maggio 1993), è stato un pittore, poeta e scultore statunitense di origini italiane e irlandesi, padre dell'attore Robert De Niro.

## Biografia
Figlio dell'italo-americano Henry Martin De Niro (1897–1976) e dell'irlandese Helen O'Reilly (1899–1999), i nonni paterni erano Giovannino Di Niro (1867-1952) e Angelina Mercurio (1874-1961), che emigrarono da Ferrazzano in provincia di Campobasso alla volta dell'America nel 1890; quelli materni erano Dennis Francis O'Reilly (1866-1952), figlio degli irlandesi Edward (1840-1900) e Margaret O'Reilly (1843-1910), e Mary Burns (1868-1924). Trasferitisi a New York, diedero alla luce tre figli: tra essi vi fu Henry Martin. Dal matrimonio di Henry Martin con Helen O'Reilly nacquero Jack, Robert Henry e Giovanna.
De Niro Sr. studiò pittura e lavorò presso numerosi musei. Appassionato d'arte fin dalla giovane età, mentre era ancora al liceo frequentò corsi d'arte presso il Museo di Syracuse, dove gli era stata fornita una stanza privata dove poteva dipingere in maniera autonoma.
Tra il 1939 e il 1941 studiò con il pittore espressionista tedesco Hans Hofmann e frequentò il Black Mountain College di Asheville.
Durante gli studi alla scuola estiva Provincetown, De Niro Sr. incontrò la pittrice Virginia Admiral, che sposò nel 1942. La coppia si trasferì a New York, nel Greenwich Village, dove entrambi continuarono a dipingere, frequentando anche la loro cerchia di amici illustri: gli scrittori Anais Nin e Henry Miller, il commediografo Tennessee Williams e la famosa attrice e ballerina Valeska Gert.
Admiral e De Niro Sr. si separarono poco dopo la nascita del loro figlio Robert, nato nel 1943.
Nel 1945 Robert Henry De Niro espose le proprie opere per la prima volta al Fall Salon at Art of This Century, a New York. Seguirono numerose personali in importanti sedi espositive statunitensi, di cui la prima fu nel 1946 presso galleria di Peggy Guggenheim, Art of This Century, a New York, fino a che nei primi anni cinquanta, divenne noto per le forme particolari di espressionismo astratto, insieme ad altri artisti, come Larry Rivers, altro allievo di Hans Hoffmann e Lester Johnson, uno dei pionieri della pittura espressionista americana.

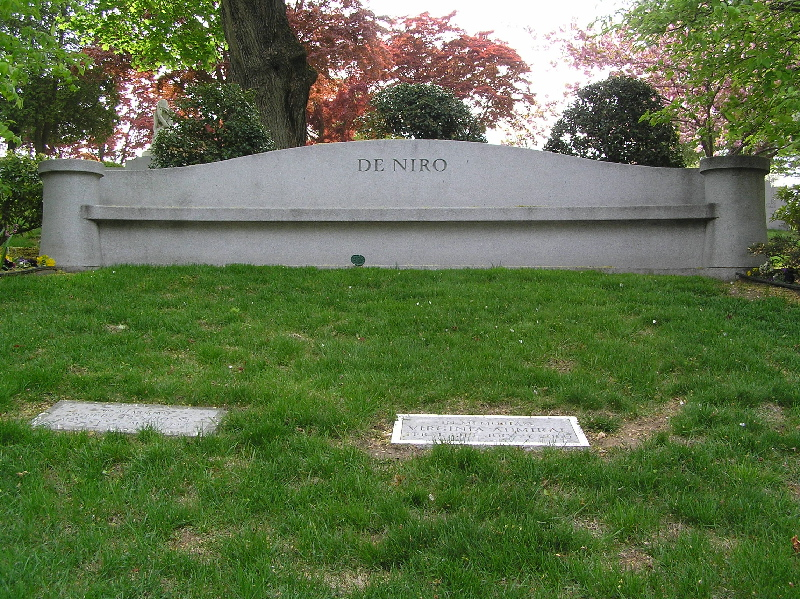
Tomba della famiglia de Niro.

Nel 1960, De Niro Sr., in cerca di nuova ispirazione, abbandonò New York per Parigi. Il suo lavoro continuò ad evolversi e maturare; soggiornò a Parigi, Gravigny, Baren, e St. Just-en-Chevalet. Joseph Hirshhorn acquistò da lui più di cinquanta pitture ad olio e lavori su carta.
Nel 1968 gli venne assegnato il Guggenheim Fellowship, mentre dal 1967 al 1975 insegnò alla State University of New York, allo Cooper Union, al New School for Social Research, allo School of Visual Arts e allo East Michigan State College.
La sua attività d'artista continuò con una serie di mostre negli Stati Uniti e Inghilterra. È del 1990 la personale alla Staempfli Gallery, New York. Nel 1992 ricevette lo Honorary Degree al Briarwood College.
De Niro Sr. nella sua lunga carriera di artista ha sperimentato varie tendenze, dall'espressionismo all'astrattismo, fino a una personale e spiccata riconoscibilità figurativa, ricevendo riconoscimenti dai più importanti critici e scrittori come Clement Greenberg, Fairfield Porter e Frank O’Hara che ne hanno apprezzato le opere.
Il clima politico e culturale mutato a metà degli anni sessanta e il sopravvento della Pop Art sono fenomeni che eclissarono molti artisti che lavoravano in una vena più tradizionale. Anche se il successo commerciale dei suoi contemporanei era maggiore, De Niro Sr. ha continuato la sua brillante esplorazione del colore e della forma fino alla sua scomparsa, lasciando dietro di un'opera vibrante che è inclusa nelle collezioni museali quali lo Hirshhorn Museum and Sculpture Garden e la Corcoran Gallery of Art, Washington, il Metropolitan Museum of Art, il Whitney Museum of American Art e il Museum of Modern Art a New York.
De Niro Sr. muore nel 1993 nel giorno del suo 71º compleanno a New York per un cancro alla prostata.
Nel 1995, suo figlio, l'attore Robert De Niro, insieme a sua madre, Virginia Admiral, hanno onorato il pittore sostenendo una mostra delle sue opere presso la Galleria Salander-O'Reilly di New York.

## Vita privata
Nella biografia curata da John Baxter, il riservatissimo Robert De Niro ha confessato, anche se con fatica, di aver risentito molto dell'assenza di una figura paterna quando era ragazzo. Suo padre si era dichiarato omosessuale, negli anni Quaranta, lasciando la moglie Virginia Admiral (e madre di Robert).
De Niro Sr. aveva avuto storie conclamate con il poeta Robert Duncan, lo scrittore Tennessee Williams e il pittore Jackson Pollock.

## L'arte di De Niro Sr in Italia
Al Museo Hendrik Christian Andersen di Roma, nel 2004 e per la prima volta in Italia vengono esposte oltre quarantacinque opere di De Niro Sr., fra dipinti e disegni, tutte provenienti dalla Galleria Salander-O'Reilly di New York.